# Tierra caliente (Mexiko)

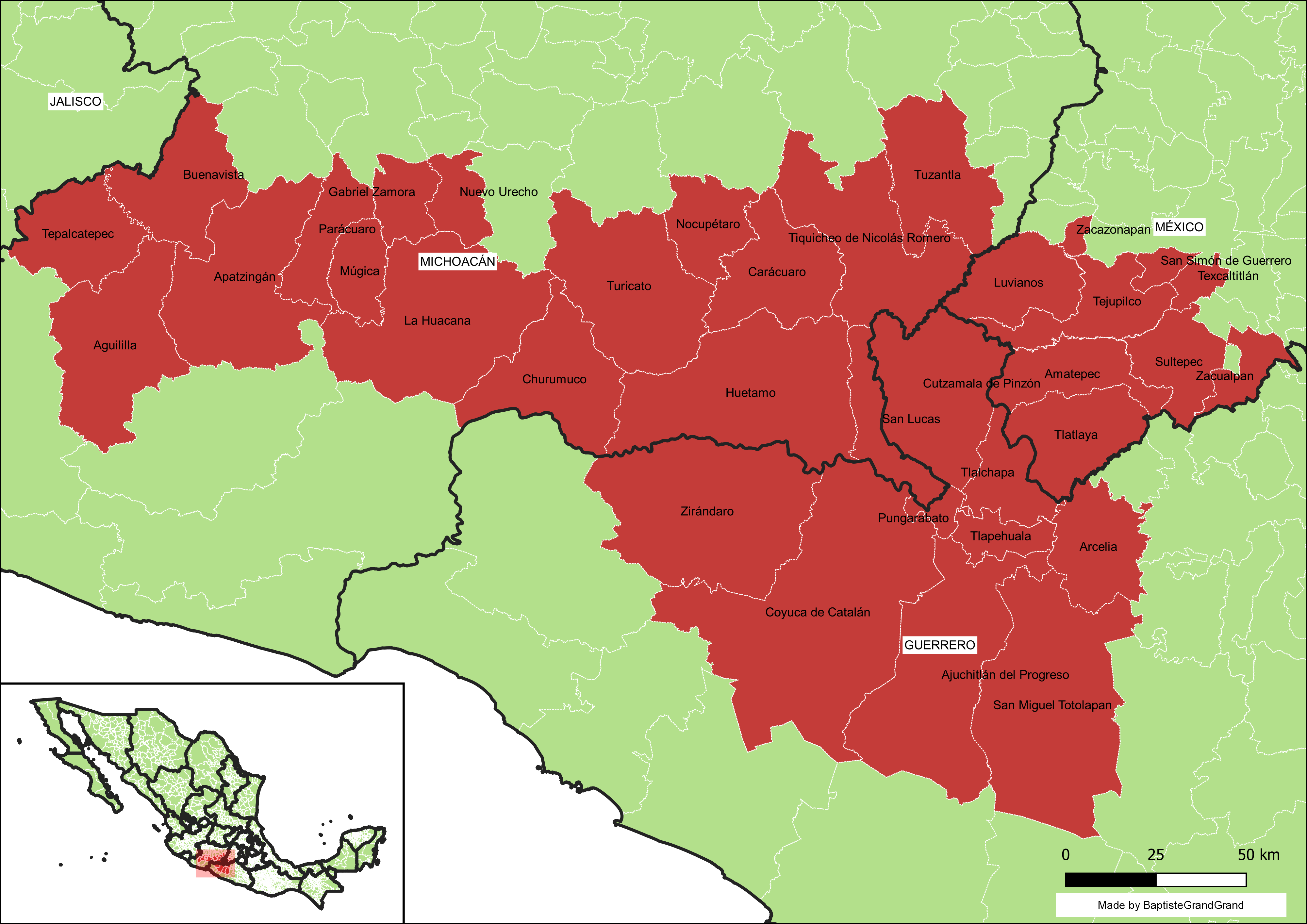
Gebiet der Tierra caliente im Südwesten Mexikos

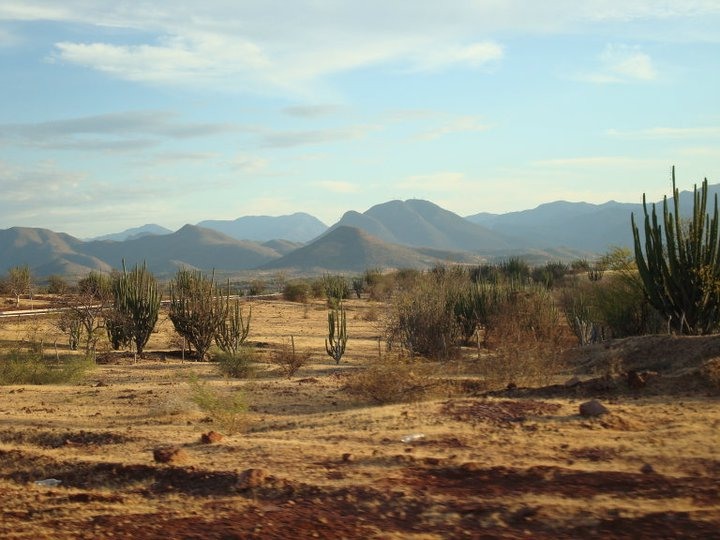
Landschaft in der Tierra caliente

Tierra caliente („heiße Erde“ oder „heißes Land“) ist der Name einer Region in den mexikanischen Bundesstaaten Michoacán, Guerrero und México.

## Geografie
Das Gebiet der Tierra caliente liegt zum überwiegenden Teil in ca. 200–500 m Höhe und ca. 100 km von der Pazifikküste entfernt. Hohe Berge oder Vulkane fehlen weitgehend – im Norden der Region gibt es etwa 10 Berge zwischen 1000 m und 1500 m. Diese wird in Ost-West-Richtung vom Río Balsas durchflossen, in welchen mehrere kleinere Nebenflüsse münden; die gesamte Tierra caliente gehört zu seinem Einzugsgebiet (cuenca). Das Klima ist generell warm bis heiß; Regen (ca. 600–1000 mm/Jahr) fällt nahezu ausschließlich im Sommerhalbjahr.

## Wirtschaft
Die hier lebenden Indios betrieben Feldwirtschaft (hauptsächlich Mais, Bohnen und Kürbisse) auf der Basis der Selbstversorgung; bei den zumeist sehr einfachen Hütten wurden Truthühner gehalten.
Seit der Ankunft der spanischen Konquistadoren (ca. 1525) kam die Viehzucht (ganadería) hinzu. Außerdem wurde bis ins frühe 20. Jahrhundert in mehreren Minen Erzbergbau (v. a. Silber) betrieben.

## Städte

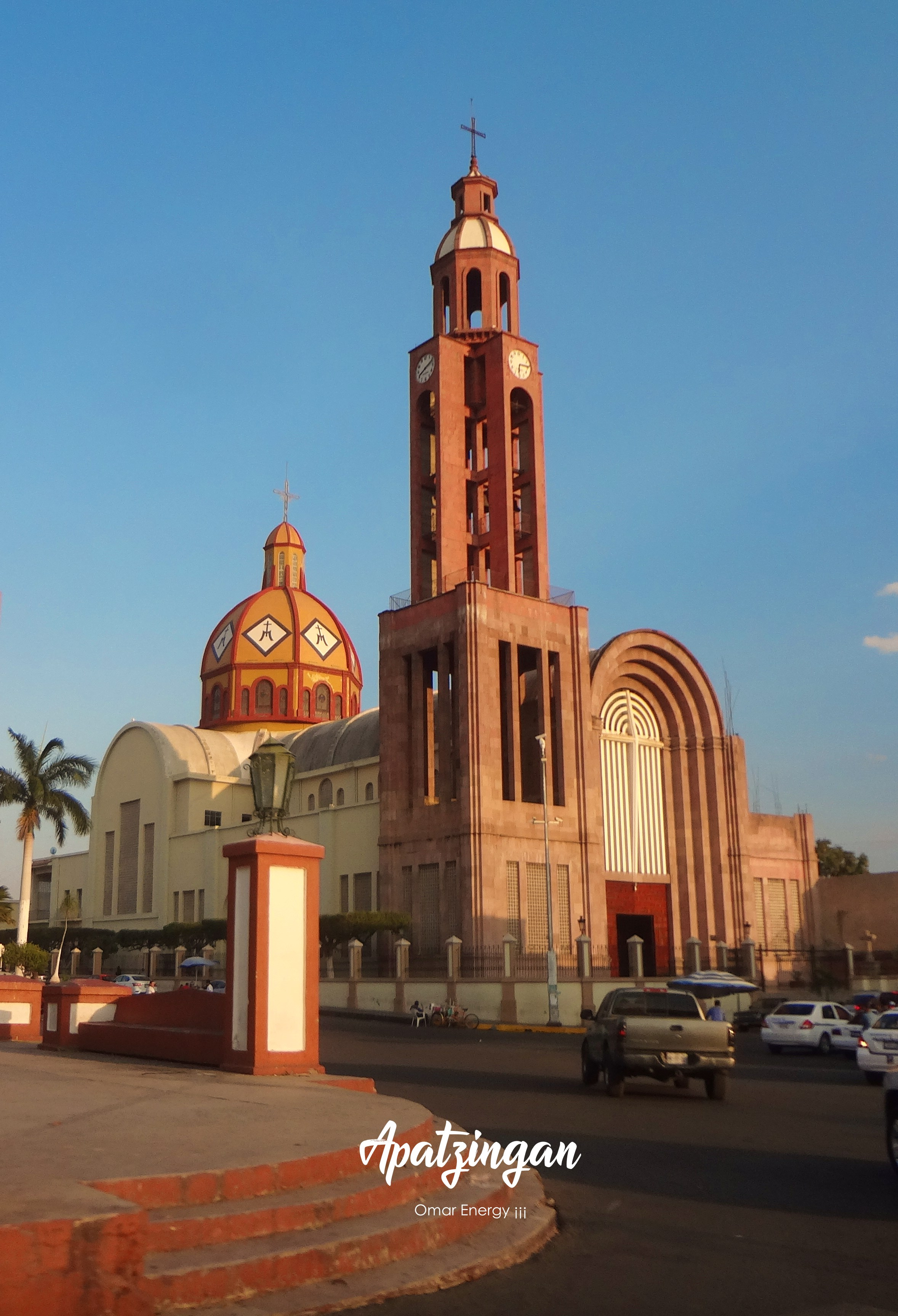
Kathedrale von Apatzingán

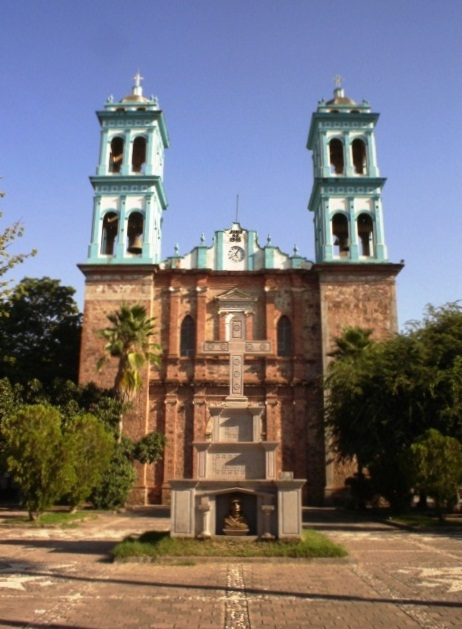
Kathedrale von Ciudad Altamirano

In vor- und frühkolonialer Zeit gab es nur wenige größere Ansiedlungen; die ersten größeren Städte bildeten sich erst im 19. und 20. Jahrhundert. Die 9 größten Städte sind
| Rang | Stadt               | Einwohner 2020 | Bundesstaat |
| ---- | ------------------- | -------------- | ----------- |
| 1    | Apatzingán          | 102.362        | Michoacán   |
| 2    | Nueva Italia        | 32.328         | Michoacán   |
| 3    | Tejupilco           | 30.967         | México      |
| 4    | Ciudad Altamirano   | 25.850         | Guerrero    |
| 5    | Huetamo             | 23.836         | Michoacán   |
| 6    | Arcelia             | 22.534         | Guerrero    |
| 7    | Tepalcatepec        | 17.293         | Michoacán   |
| 8    | Lombardía           | 12.309         | Michoacán   |
| 9    | Buenavista Tomatlán | 12.262         | Michoacán   |

## Geschichte
Aus vorkolonialer Zeit sind in der überwiegend von – um das Jahr 1400 aus dem Norden eingewanderten – Tarasken (purépecha) bewohnten Region der Tierra caliente keine religiösen Kultbauten erhalten. In den Jahren zwischen 1533 und 1567 betrieben der Augustinermönch Juan Bautista Moya und seine Helfer die Missionierung der Indios; auf sein Betreiben soll die heutige Bischofskirche von Ciudad Altamirano zurückgehen. In der eher abgelegenen Region der Tierra caliente wurden um die Mitte des 20. Jahrhunderts zwei Bistümer eingerichtet: Apatzingán (1962) und Ciudad Altamirano (1964).
Seit den 1980er Jahren kontrollieren rivalisierende Rauschgiftbanden weite Teile des Landes. Nach 2010 hat sich die Situation durch das Eingreifen des Militärs etwas verbessert.